# 臺南市 (省轄市)
臺南市（俗字寫作台南市）為中華民國臺灣省於1945年至2010年管轄的省轄市。1945年二戰終結後，日治時期的臺南市改制為隸屬臺灣省之省轄市；2010年五都改制，與臺南縣合併升格為臺南市。
原臺南市是臺灣五個省轄市之一，舊稱「府城」，位於臺灣西南部濱臨臺灣海峽，地處嘉南平原；升格為直轄市前，以人口而言是臺灣第四大城市，計約78萬人，亦為百萬人口的臺南都會區之中心都市，又稱為台南市區。

## 歷史
臺南市在17世紀以前，是臺灣平地原住民西拉雅族的生活領域，所謂的「西拉雅四大社」皆位於此。自17世紀荷兰东印度公司以大員為其国际贸易據點、赤崁為行政中心以來，歷經荷蘭統治、明鄭時期、清治時期，臺南市成為島內首府達200餘年。
清治末期至日治中期，臺南與臺北發展為臺灣南北兩大都市，然日治時期以後，由於安平港因淤塞致其航運功能不再，都市發展受到影響，故在1940年代，臺南身為臺灣最大都市的地位正式被臺北取代。至1970年代中期時，臺南市區人口正式被臺中市區超越，已居臺北、高雄、臺中之後成為臺灣第四大城市，此規模並維持至2010年底縣市合併前。2010年原省轄臺南縣、市合併改制直轄市，現為中華民國六個直轄市之一。

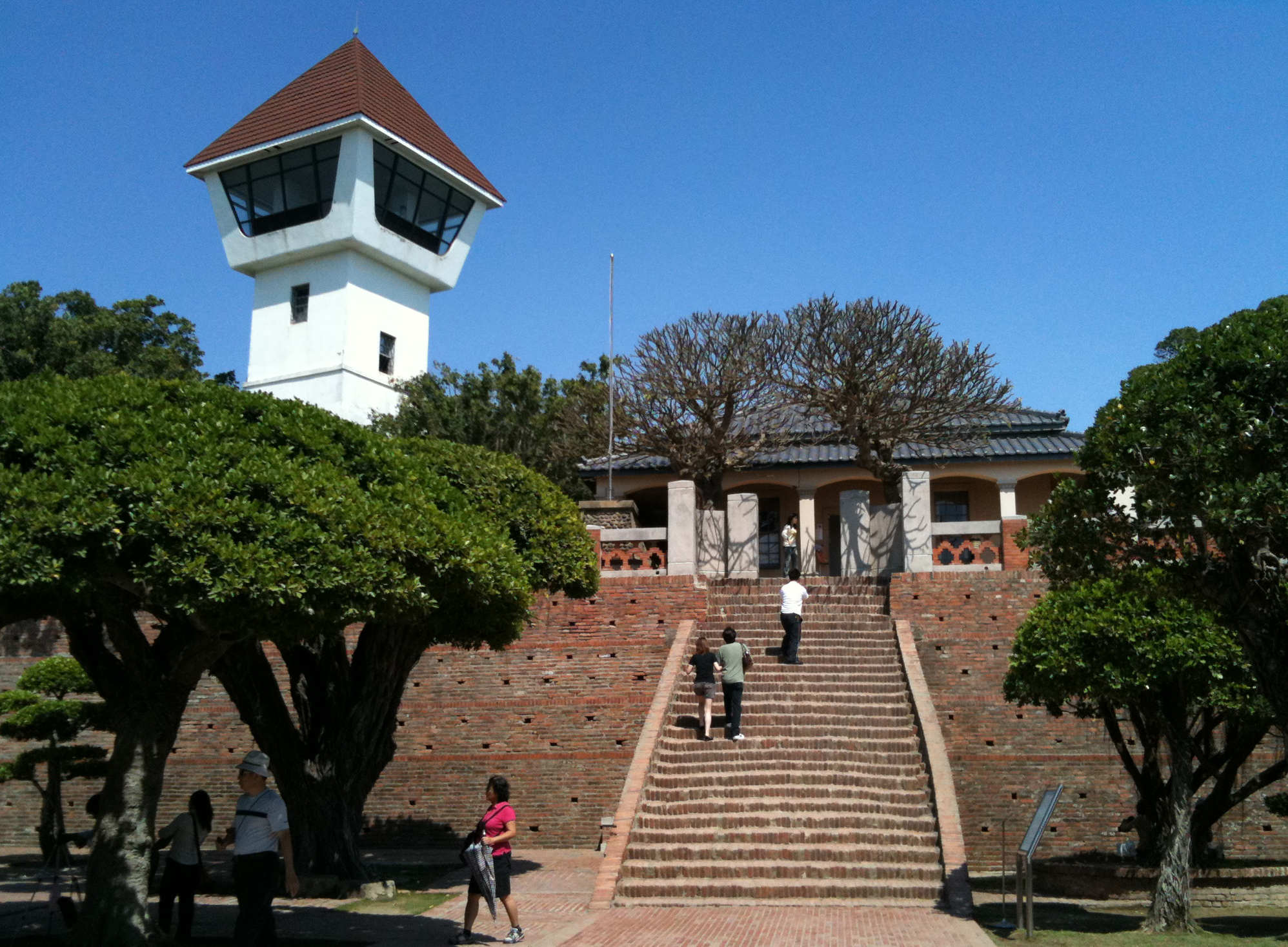
臺灣荷西統治時期熱蘭遮城遺址

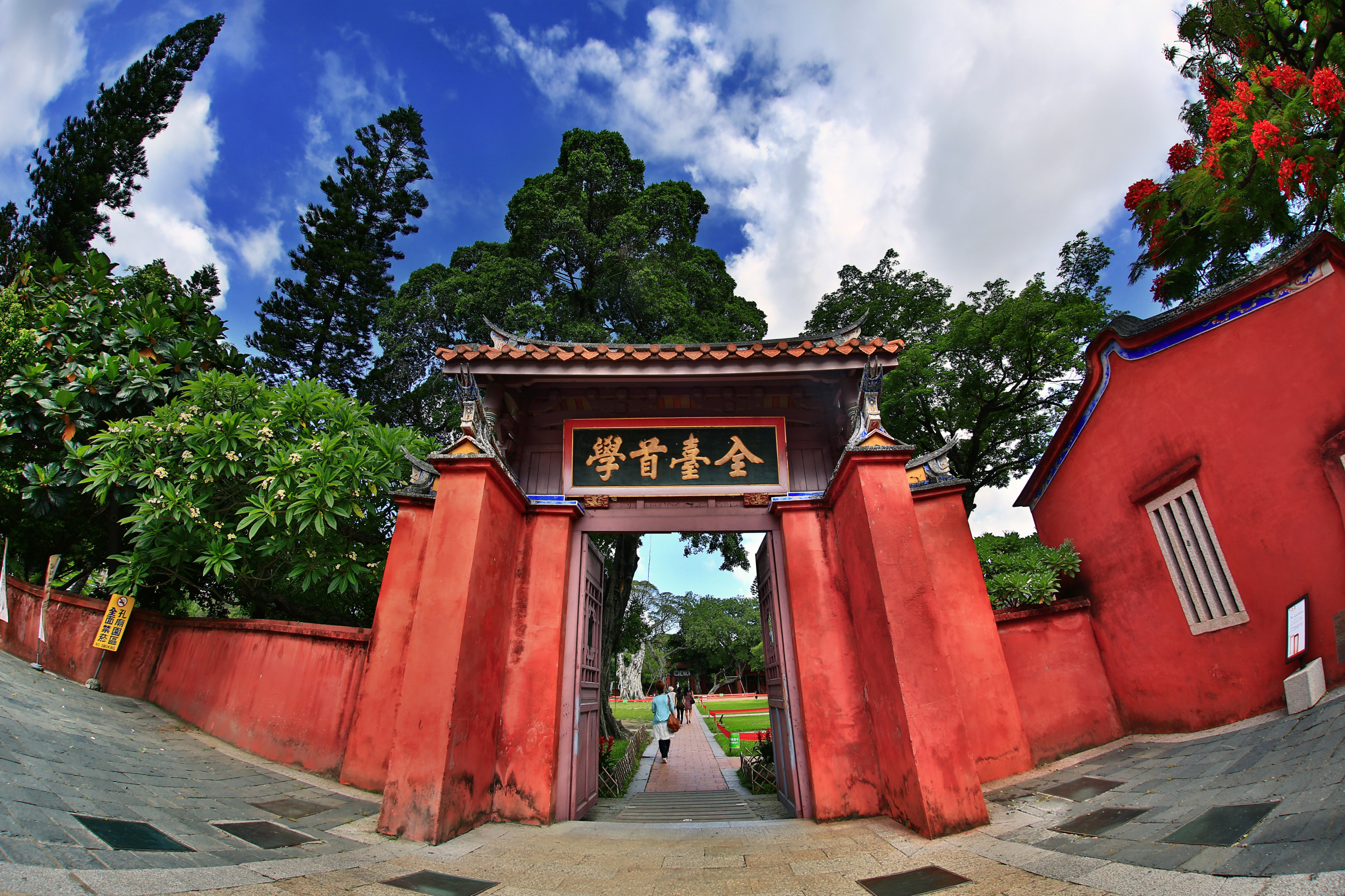
明鄭時期所建的全臺首學

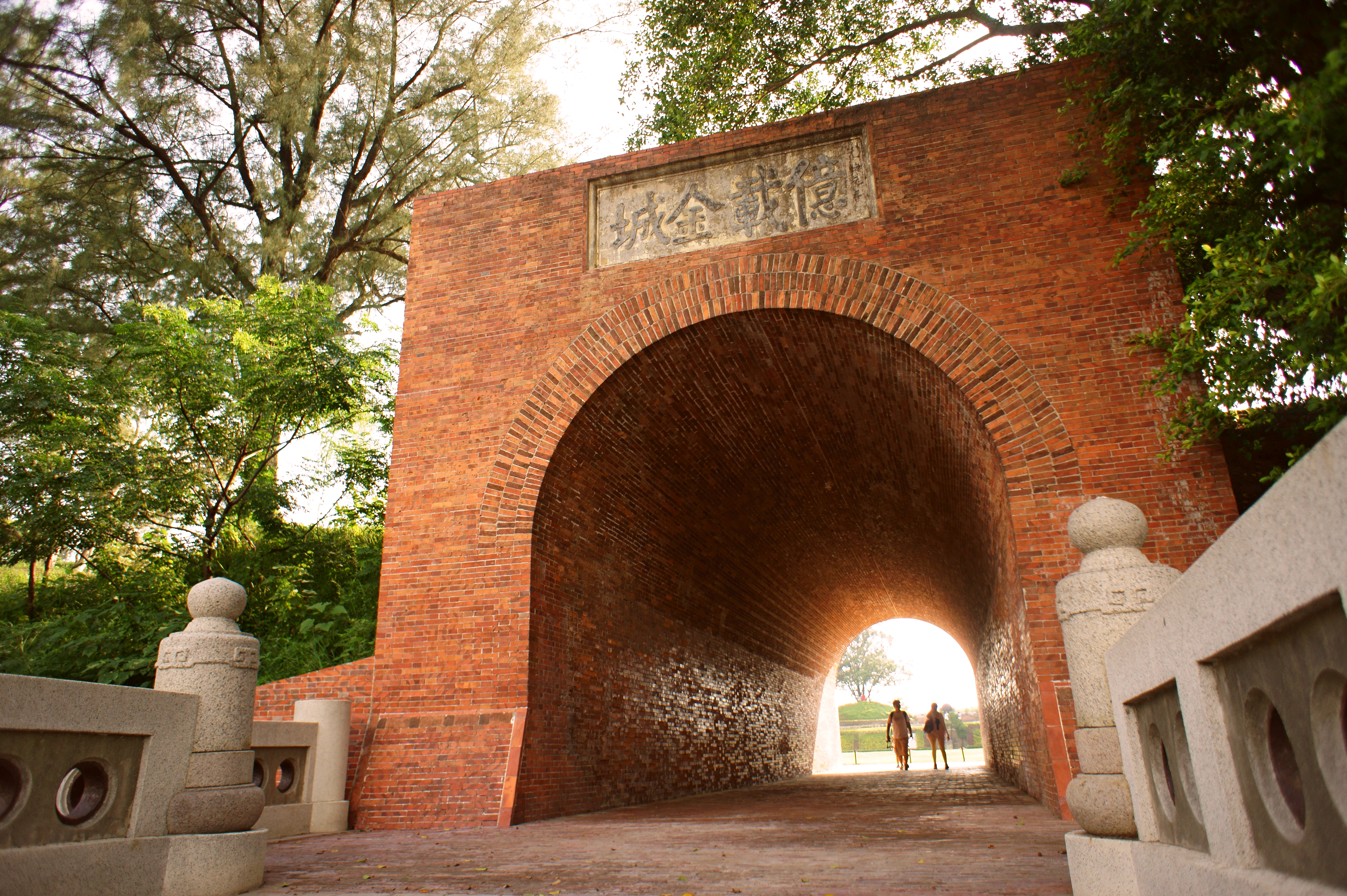
臺灣清治時期億載金城

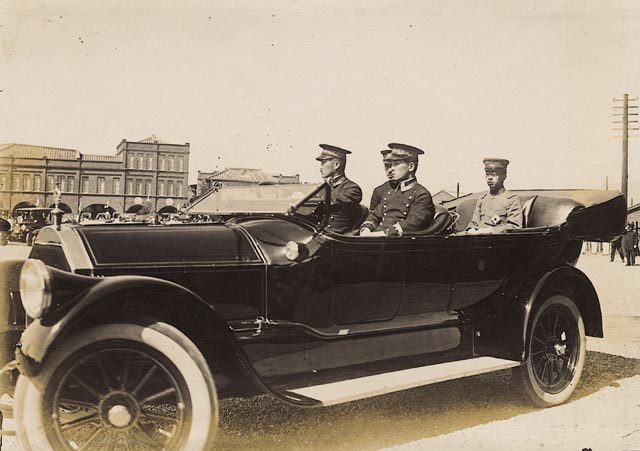
1923年4月日本攝政皇太子裕仁巡訪臺南

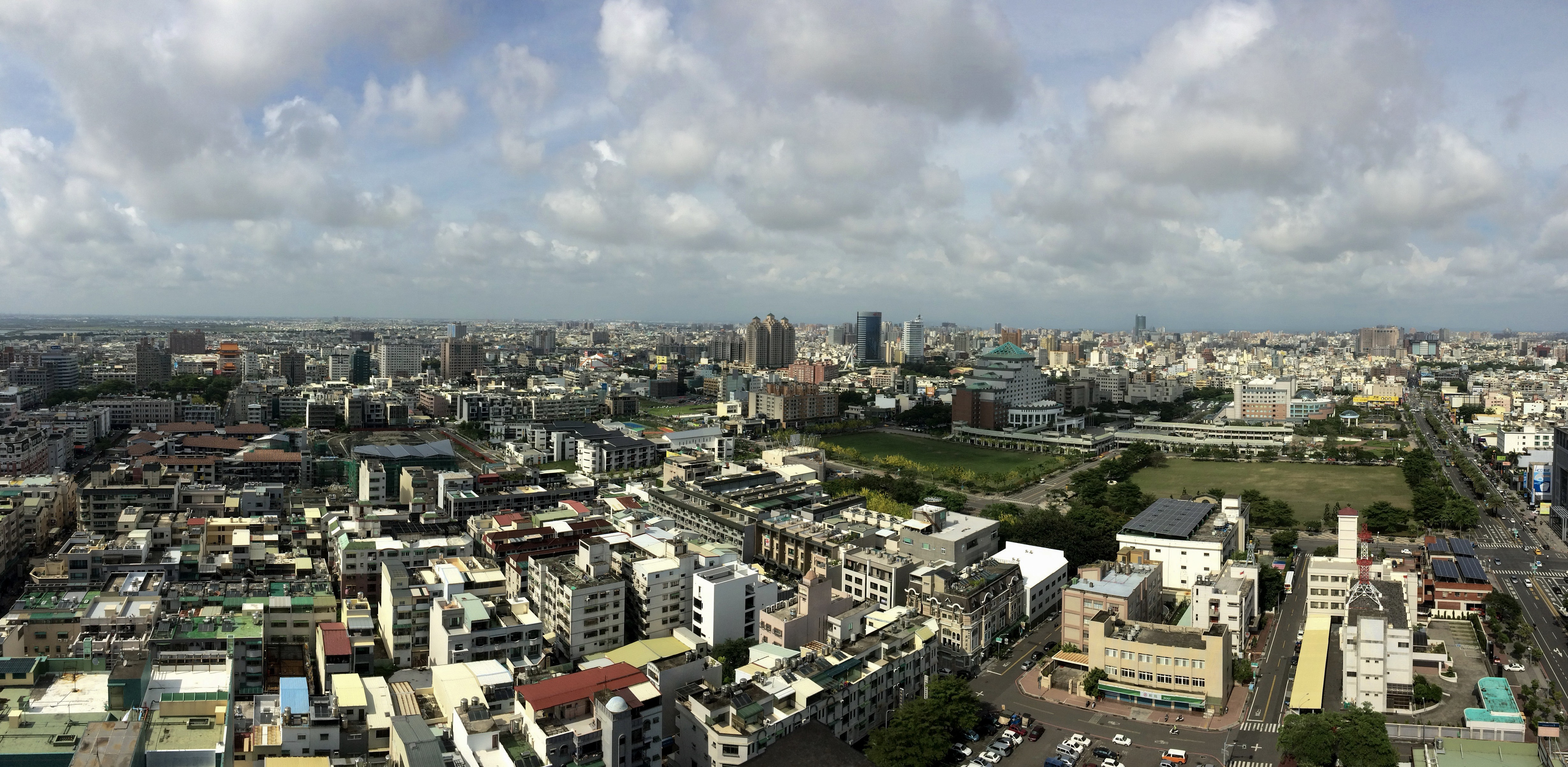
現今日間眺望的臺南市區。

### 史前時期
雖然臺南市開市歷史在臺灣本島最早，但地質卻很年輕。末次冰河期（約2萬年前）時海平面下降，臺灣一度與亞洲大陸相連。此後海水升降數次，1萬年前時嘉南平原又在海面之下。在阿里山鄒族傳說中，鄒族人原居臺南海濱，稱臺南為Ca’hamu（札哈木）。
17世紀荷蘭東印度公司人員抵達時，今臺灣西南部仍為成群羅列的洲潟海岸，稱為臺江內海。潟湖外側有北線尾與大員等沙洲島嶼，內陸則有原住民赤崁社（Saccan）。臺江內海兩岸彼此隔海約4公里、深3至14公尺。

### 荷西時期
在荷蘭人到來之前，臺南許多地區已有臺灣原住民聚落及漢人暫居地，但真正具有城市雛型者為1620年代所建立的大員市鎮（荷蘭語：stad Tayouan，今安平區）。臺南市發展成為城市係由荷蘭人之手，荷人於大員建立熱蘭遮城（今安平古堡），作為全島統治區統治中心。當時族群主要分為：歐洲統治者、屬於南島語系的原住民、以及荷人招募而赴臺的漢移民，主要作為勞動力來源。1642年建成的曾振暘墓是臺灣現存最早的漢人墓，即為荷治時期的漢移民。
荷人亦向赤崁方面的原住民購地，興建普羅民遮城（今赤崁樓）並規畫市街，現在中西區的民權路即是當時規劃的幹道，往後臺南市即承襲此脈胳發展，然而今日市境內荷治遺跡已所剩無幾。

### 明鄭時期
1661年，鄭成功自鹿耳門水道進入台江內海，以取得「反清復明」的基地為由，向荷人宣戰並獲勝，得到臺灣的鄭氏敕詔赤崁改稱「東都明京」並設立承天府，大員改稱「安平鎮」，全島設立一府二縣。鄭成功逝世後，世子鄭經繼任延平王，改東都明京為東寧，仍繼續於臺南興水利、課農桑、安撫原住民等等，並由將領陳永華建議於寧南坊興建孔廟，是為全臺首學。現時一些地名可追朔至當時，例如以鄭成功部將林鳳為名的林鳳營、或是左鎮等。

### 清治時期
1684年，清朝派遣施琅攻取臺灣，明鄭滅亡，改明鄭的承天府為臺灣府，在首任臺灣巡撫劉銘傳將省遷往臺灣省城（今臺中市）之前，臺南一直是全臺首府。
清康熙23年，清廷頒布渡臺禁令，僅准漳泉地區做有限度的移民，至乾隆41年後，渡臺禁令已形同虛文，於是大量漢移民湧入，臺南市亦由原漢混居漸漸成為漢人城市，原住民不是漢化就是遷居他處。乾嘉年間，府城三大商業貿易組織「三郊」的興起、壯大，為臺南黃金時期，享有一府二鹿三艋舺之名。
1865年，臺灣由於天津條約開港，安平港成為清帝國開放國際通商的口岸之一，英商於安平設德記、和記洋行，隔年另開雞籠、打狗兩港，而有正、副港之稱。從清治後期起，昔日波光粼粼的臺江海岸，因發生大風雨，大量河沙注入臺江內海，千里汪洋盡成海埔新生地。

### 臺灣民主國時期
1895年4月，《馬關條約》簽訂，臺灣、澎湖割予日本。5月，臺灣巡撫唐景崧發布「臺灣民主國獨立宣言」，共和國政體的臺灣民主國成立。未幾，唐景崧內渡中國大陸，同年6月下旬，義勇軍在臺南擁立原大將軍劉永福為第二任大總統，以臺南為都，設總統府於大天后宮，視為「臺南共和」（DaiLam Republic）或「第二共和」(Second Republic)。10月下旬兵敗陷落。

### 日治時期
臺灣民主國抗日失敗後，臺南士紳推舉英國牧師巴克禮於1895年10月20日會見日軍，翌晨引領入城、日治時期開始。在日本政府施政下，1900年11月29日臺南至打狗間鐵道開通，臺南廳舍（後改為州廳）、地方法院等公家機關相繼成立。稍後的市區改正、臺南運河開通、臺南驛改建，使臺南有了現代化都市的雛形。1920年臺灣市制實施，臺南合併鄰近地區如安平等地，設立臺南州轄臺南市，兼作州廳所在地，直至1940年代以前，臺南仍為僅次於臺北的第二大城市。

### 中華民國時期

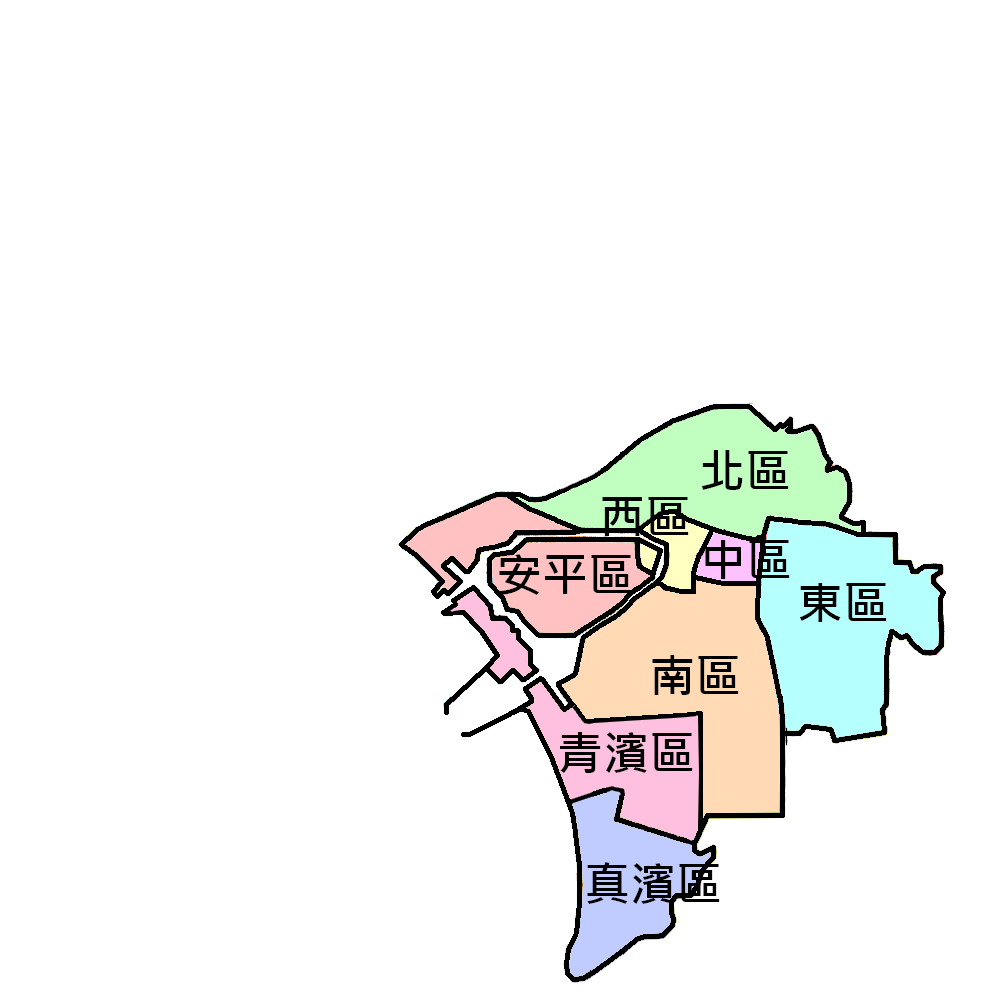
1945年到1946年間的臺南市行政區劃

1945年3月，臺南市受到二戰盟軍猛烈轟炸，市區受到極大破壞，部分史蹟與公共建築在當時燒燬，同年8月，日本向同盟國無條件投降，第二次世界大戰結束。中華民國政府改臺南州為臺南縣，州轄臺南市改制為省轄市，從而與臺南縣分離；1946年，臺南縣安順鄉併入臺南市，改為安南區，形成了省轄市時期的行政區範圍。在此時期，原城區週圍闢建了許多眷村，安置大量中國大陸各省市民。二二八事件發生後，臺南市亦有士紳無辜受牽連。
日治時期結束後，臺南市先後於仁和、安平工業區發展輕工業。然而此時南鄰高雄市快速崛起，並於1979年改為直轄市，臺南市經濟發展相對受限。1968年起臺南市政府開始市地重劃，其中第四期的竹篙厝與第五期的安平等區面積較廣，為1970年代至2000年代城區擴展的主要地帶。同時因城區向東發展、東鄰的臺南縣永康鄉（1992年升格為臺南縣永康市，今為臺南市永康區）工業發達，使得永康人口快速增加，並與東區相連一片。
2009年6月29日，行政院審議通過「臺南縣市合併改制直轄市」案，並於2010年12月25日與臺南縣合併改制為直轄市，臺南縣市的法人地位同時消滅，共同組成新的「臺南市」。

## 地理

### 地貌
臺南市位於嘉南平原，地勢低且平緩。與鄰近臺南縣也沒有明顯分界，市區也擴張至市境以外，組成百萬人口都會區。全境海拔10~30公尺間，最高點海拔不超過40米。
臺南臺地位於市區東部，為一孤立橢圓形切割臺地，北界有曾文溪、南端有三爺宮溪，於臺南縣永康市六合裡附近之台地稱橄欖山，東側以明顯的臺地崖與大灣低地相接，西方則逐漸降低，而移化為安平平原。地長軸約12公里，東西寬4公里餘，臺地本稜線均維持在海拔25~30公尺的高度，最高點在臺南縣永康市網寮、第一公墓一帶，海拔達40公尺；因臺南臺地目前已開發，人類建築對地形破壞極大。相較之下，天然河川的切割度甚小，流量也不豐，多已成為道路下的排水道。
大灣低地位於臺南臺地東邊，大部分屬臺南縣永康市境，西緣以明顯的南北向臺地崖與臺南臺地相接，其長度約12公里半，寬約3公里，標高大部分在10公尺以下。由於聚落的開發大灣低地與臺南臺地的分界處已漸模糊。
安平平原位於臺南市西部濱海處，為新近隆起的海岸平原，平原高度均維持在海拔2~3公尺左右，並成為曾文溪三角洲一部分。此區在荷治時期仍為臺江內海潟湖，外緣有細長的鯤鯓形砂嘴。之後潟湖逐漸成為海埔新生地，今已為臺南新市政中心所在地。

### 水文
臺南市重要河川有曾文溪、二仁溪、鹽水溪和普通河川鹿耳門溪、日新溪，還有德慶溪、福安坑溪、竹溪、柴頭港溪等天然排水幹線。其中曾文溪、二仁溪各為臺南市北、南天然市界。由於地勢東高西低，河川均自東向西流入臺灣海峽。另外，南臺灣夏雨集中，河川水量隨季節差別極大。冬日常見巨石礫礫，夏日則黃水滾滾。臺南市大型湖泊不多，較著名的為臺南公園內的燕潭，和巴克禮紀念公園內的夢湖。赤崁樓以西為昔時臺江內海所在，今因泥沙淤積而成小湖泊或濕地，如四草湖、鯤鯓湖等，及安南區、安平區、南區內的許多魚塭。是其他省轄市所難見到的景觀。臺南運河位於臺南市五期重劃區，初期航行尚稱便利，惜當時規劃不週，安平港出口泥沙日漸淤塞，航運功能漸失，戰後運河盡納家庭及工業廢水，一度造成嚴重污臭。經過多年整治，今日安平已不再有廢水入河，並隨著安平舊港重新打通，水質已改善許多。

### 氣候
属于热带季风气候。
| 臺南（1971年至2000年）   | 臺南（1971年至2000年） | 臺南（1971年至2000年） | 臺南（1971年至2000年） | 臺南（1971年至2000年） | 臺南（1971年至2000年） | 臺南（1971年至2000年） | 臺南（1971年至2000年） | 臺南（1971年至2000年） | 臺南（1971年至2000年） | 臺南（1971年至2000年） | 臺南（1971年至2000年） | 臺南（1971年至2000年） | 臺南（1971年至2000年） |
| 月份                     | 1月                    | 2月                    | 3月                    | 4月                    | 5月                    | 6月                    | 7月                    | 8月                    | 9月                    | 10月                   | 11月                   | 12月                   | 全年                   |
| ------------------------ | ---------------------- | ---------------------- | ---------------------- | ---------------------- | ---------------------- | ---------------------- | ---------------------- | ---------------------- | ---------------------- | ---------------------- | ---------------------- | ---------------------- | ---------------------- |
| 平均高温 °C（°F）        | 23.0 (73.4)            | 23.8 (74.8)            | 26.5 (79.7)            | 29.4 (84.9)            | 31.3 (88.3)            | 32.2 (90.0)            | 32.9 (91.2)            | 32.3 (90.1)            | 32.2 (90.0)            | 30.7 (87.3)            | 27.7 (81.9)            | 24.3 (75.7)            | 28.9 (84.0)            |
| 日均气温 °C（°F）        | 17.4 (63.3)            | 18.2 (64.8)            | 21.1 (70.0)            | 24.5 (76.1)            | 27.0 (80.6)            | 28.4 (83.1)            | 29.0 (84.2)            | 28.5 (83.3)            | 28.0 (82.4)            | 25.9 (78.6)            | 22.4 (72.3)            | 18.8 (65.8)            | 24.1 (75.4)            |
| 平均低温 °C（°F）        | 13.6 (56.5)            | 14.5 (58.1)            | 17.1 (62.8)            | 20.8 (69.4)            | 23.8 (74.8)            | 25.5 (77.9)            | 26.1 (79.0)            | 25.7 (78.3)            | 24.9 (76.8)            | 22.4 (72.3)            | 18.8 (65.8)            | 15.1 (59.2)            | 20.7 (69.3)            |
| 平均降雨量 mm（）        | 19.9 (0.78)            | 28.8 (1.13)            | 35.4 (1.39)            | 84.9 (3.34)            | 175.5 (6.91)           | 370.6 (14.59)          | 345.9 (13.62)          | 417.5 (16.44)          | 138.4 (5.45)           | 29.6 (1.17)            | 14.7 (0.58)            | 11.3 (0.44)            | 1,672.5 (65.85)        |
| 平均降雨天数（≥ 0.1 mm） | 4.5                    | 5.4                    | 5.1                    | 7.2                    | 9.9                    | 13.1                   | 13.4                   | 16.7                   | 9.3                    | 3.6                    | 2.5                    | 9.3                    | 100                    |
| 平均相對濕度（％）       | 78.3                   | 78.7                   | 77.4                   | 77.3                   | 78.0                   | 80.1                   | 78.8                   | 81.2                   | 78.6                   | 77.4                   | 77.0                   | 77.5                   | 78.4                   |
| 月均日照時數             | 182.4                  | 158.7                  | 187.3                  | 188.7                  | 192.0                  | 190.6                  | 221.5                  | 195.7                  | 200.5                  | 197.7                  | 174.9                  | 173.7                  | 2,263.7                |
| 来源：中央氣象局         |                        |                        |                        |                        |                        |                        |                        |                        |                        |                        |                        |                        |                        |

臺南市地處北回歸線之南，屬副熱帶氣候與熱帶氣候的過渡帶，亦受季風影響。全年平均氣溫23.8℃，最冷月（1月）及最熱月（7月）平均溫度為17.1℃及29.0℃。大陸冷氣團南下侵臺時，降至10℃以下亦不罕見。受季風及地形影響，降雨乾濕季分明，雨量多集中於夏季，主要因鋒面及季風影響，佔全年降雨量80%以上，且西南季風盛行，及對流作用，午後易生局部性對流雨。夏季為颱風易發生時期。冬季水汽不足南部則為旱季。年平均降雨量約1570公厘。降雨日數平均全年約有94日，8月即佔約16.2日。
臺南市是臺灣極早建立氣候觀測的地區。16世紀荷治時期《熱蘭遮城日誌》中即有簡單紀錄氣候及地震，近代測候則以1897年臺南測候所的成立為濫觴。近代觀測亦可知臺南市不曾出現零下氣溫：已知最低溫出現於1918年1月8日，氣溫2.6℃。

## 歷任市長

### 實施地方自治前
| 任次 | 姓名   | 就任時間       | 卸任時間      | 備註 |
| ---- | ------ | -------------- | ------------- | ---- |
| 1    | 韓聯和 | 1945年11月26日 | 1946年8月26日 | 首任 |
| 2    | 卓高煊 | 1946年8月26日  | 1951年2月1日  |      |

### 實施地方自治後
| 任次 | 肖像           | 姓名 (生－卒)       | 在任時間       | 在任時間           | 黨籍                              | 屆次                                                                                               | 備註                                           |
| ---- | -------------- | ------------------- | -------------- | ------------------ | --------------------------------- | -------------------------------------------------------------------------------------------------- | ---------------------------------------------- |
| 1    |                | 葉廷珪 (1905－1977) | 1951年2月1日   | 1954年6月2日       | 無黨籍→ 中國國民黨→無黨籍         | 1                                                                                                  | 首位民選市長。                                 |
| 2    |                | 楊請 (1906－1971)   | 1954年6月2日   | 1957年6月2日       | 中國國民黨                        | 2                                                                                                  |                                                |
| 3    |                | 葉廷珪 (1905－1977) | 1957年6月2日   | 1960年6月2日       | 無黨籍                            | 3                                                                                                  |                                                |
| 4    |                | 辛文炳 (1912－1998) | 1960年6月2日   | 1964年6月2日       | 中國國民黨                        | 4                                                                                                  |                                                |
| 5    |                | 葉廷珪 (1905－1977) | 1964年6月2日   | 1968年6月2日       | 無黨籍→ 中國國民黨                | 5                                                                                                  | 首位三次當選的市長。                           |
| 6    |                | 林錫山 (1928－?)    | 1968年6月2日   | 1973年2月1日       | 中國國民黨                        | 6                                                                                                  |                                                |
| 7    |                | 张丽堂 (1935－)     | 1973年2月1日   | 1977年12月20日     | 中國國民黨                        | 7                                                                                                  |                                                |
| 8    |                | 蘇南成 (1936－2014) | 1977年12月20日 | 1981年12月20日     | 無黨籍                            | 8                                                                                                  | 首位無黨籍市長。                               |
| 8    | 1981年12月20日 | 蘇南成 (1936－2014) | 1985年5月30日  | 無黨籍→ 中國國民黨 | 9                                 | 首位連任成功的市長。                                                                               |                                                |
| 代理 |                | 陳癸淼 (1934－2014) | 1985年5月30日  | 1985年12月20日     | 9                                 | 中國國民黨                                                                                         | 臺灣省政府派任代理市長。                       |
| 9    |                | 林文雄 (1942－)     | 1985年12月20日 | 1989年12月20日     | 10                                | 中國國民黨                                                                                         |                                                |
| 10   |                | 施治明 (1952－)     | 1989年12月20日 | 1993年12月20日     | 11                                | 中國國民黨                                                                                         |                                                |
| 10   | 1993年12月20日 | 施治明 (1952－)     | 1997年12月20日 | 12                 | 首位連任成功的 中國國民黨籍市長。 | 中國國民黨                                                                                         |                                                |
| 11   |                | 張燦鍙 (1936－)     | 1997年12月20日 | 2001年12月20日     | 民主進步黨→無黨籍                 | 13                                                                                                 | 首位 民主進步黨籍市長。 · 就任時最年長的市長。 |
| 12   |                | 許添財 (1951－)     | 2001年12月20日 | 2005年12月20日     | 民主進步黨                        | 14                                                                                                 | 首位非臺南市籍的市長（原臺南縣官田鄉人）。     |
| 12   | 2005年12月20日 | 許添財 (1951－)     | 2010年12月25日 | 15                 | 民主進步黨                        | 首位連任成功的 民主進步黨籍市長。 · 因與臺南縣合併改制為直轄市，縣市長任期均延長至2010年合併改選。 |                                                |

## 行政區劃
以歷史而言，臺灣府設於1684年，府治即設於今臺南市。1887年，臺灣府改稱臺南府，遂得臺南之名。
中華民國於1945年接收臺灣，臺南市改為省轄市，隸屬臺灣省。戰後初期沿襲日治末期之行政區，原轄東、南、西、北、中、安平、青濱與真濱等八區，1946年劃臺南縣新豐區安順鄉入本市並改為安南區，同年青濱區與真濱區併為南區之一部分，是為七區。1982年4月，北區、西區、中區、南區、東區之行政區界調整，部分村里變更所屬市轄區，為大規模調整區界距今最近的一次；此後直到2004年，中區及西區合併為中西區。至2010年臺南縣市合併前，臺南市設有六區。

### 象徵
市花與市樹
臺南市的地形環境在清朝時被堪輿師認為是片展翅鳳凰的風水良地，有「鳳凰城」之美名。日治時期再引進鳳凰木大量栽植，成了市區常見的路樹，時至今日也順理成章成為臺南市的市花與市樹。另外清領時期時，臺南城代表的植物為刺桐，故臺南往昔亦有「刺桐城」之別稱。如清康熙年間，臺灣府海防同知孫元衡所作的詩：「刺桐城裏煙花靜，叢竹牆邊鳥雀空。味備五音懽百物，蓼根獨有避甘蟲。」即為描述臺南城（刺桐城）內的景色。
市徽
現時市徽由市民蘇仲民於1969年設計，以市花為主體設計。意義如下：
背景紅花為鳳凰花（市花）。白字上半部為「市」字，中間部為「南」字，下半部圓狀者為「台」字。在日治時期則有市章，作用類似今日之市徽：其設計以「台」字為輪廓，中央的部份象徽「南」字之片假名，戰後即棄而不用。
市鳥
臺南市政府於2005年發起市鳥選拔活動，依投票結果以喜鵲勝出。喜鵲相傳為清朝時由臺灣知府蔣元樞首先引進臺南，而後擴散到臺灣西部沿海各地，今已十分常見。其他的候選鳥包括：黑面琵鷺、高蹺鴴、反嘴鴴、斑頸鳩等四種。

### 公共設施

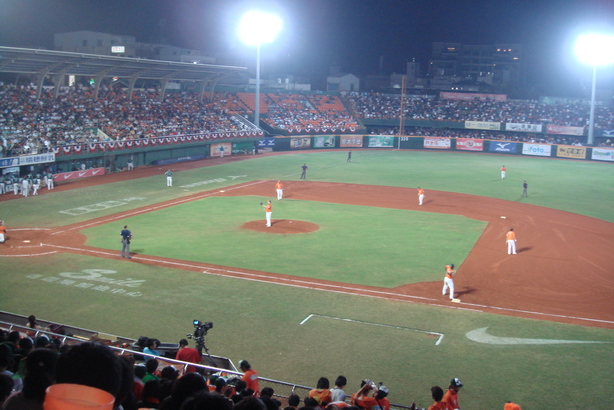
臺南市立棒球場

臺南市在日治時期原有歷史館、產業館、博物館等文化設施，唯俱毀於戰火或挪作他用。戰後近半世紀，臺南市僅有文化中心、社會教育館、圖書館等基本設施，近來才陸續增建許多國立博物館。（僅列大型博物館，餘見台灣博物館列表）
- 國立臺灣文學館（2003年落成）
- 國立臺灣歷史博物館（2009年落成）
- 司法博物館 （页面存档备份，存于）（2016年開放參觀，位於原臺南地方法院）

另有部分博物館位於臺南縣境：
- 奇美博物館
- 國立臺灣史前文化博物館南科考古館

體育設施則以臺南市立體育場為代表。設有：田徑場、棒球場、軟式網球場、硬式網球場、舉重館、桌球館、溜冰場、籃球場、自由車場、射箭場、游泳池、射擊場、橄欖球場、足球場、羽球場等多項運動設施。由於位於竹溪範圍，並在配合在其附近規劃體育公園。

### 市地重劃
臺南市在戰後為滿足人口增長，前後進行多次公辦市地重劃。在省轄市時代共進行十八期：
| - 第一期市地重劃（安平） - 第二期市地重劃（桶盤淺） - 第三期市地重劃（上鯤鯓） - 第四期市地重劃（竹篙厝） - 第五期市地重劃（安平新市區） - 第六期市地重劃（復興路） - 第七期市地重劃（南寧） - 第八期市地重劃（本淵寮） - 第九期市地重劃（虎尾寮） - 第十期市地重劃（安順一） | - 第十一期市地重劃（安順二） - 第十二期市地重劃（土城） - 第十三期市地重劃（鄭子寮） - 第十四期市地重劃（水交社西南） - 第十五期市地重劃（水交社東北） - 第十六期市地重劃（小北夜市文小53） - 第十七期市地重劃（安平新都心一） - 第十八期市地重劃（九份子） |

另外亦有許多地主自辦之重劃，規模較小。在省轄市時代進行至第93期。

### 姊妹都市、友好都市
臺南市目前共有25個姊妹市。另與澎湖、 日本仙台訂有友好或交流協議：
| - 美国 - 加州蒙特雷 (1965) - 加州聖荷西 (1977) - 密蘇里州堪薩斯市 (1987) - 俄亥俄州哥倫布 (1980) - 佛羅里達州奥兰多 (佛罗里达州) (1982) - 阿拉斯加州費克班市(1983) - 奧克拉荷馬州奧克拉荷馬市 (1986) - 阿拉巴馬州亨茨維爾(1986) - 伊利諾州卡爾德本(1991) | - 中華民國福建金門縣 (1981) - 菲律賓 - 巴賽市 (1980) - 甲米地省 (1980) - 大谷地市 (1980) - 鐵斯馬帝市 (1980) - 卡加延德奧羅 (2005) | - 光州廣域市 (1968) - 玻利维亚聖塔克魯斯 (1981) - 南非伊麗沙白港市 (1982) - 昆士蘭州黃金海岸 (1982) - 比利时鲁汶(1993) - 以色列賴阿南納 (1999) - (2003) - 波蘭埃爾布隆格 (2004) - 丹麦里伯 (2005) - 土耳其(2005) - 日本日光市(2009) |

## 人口

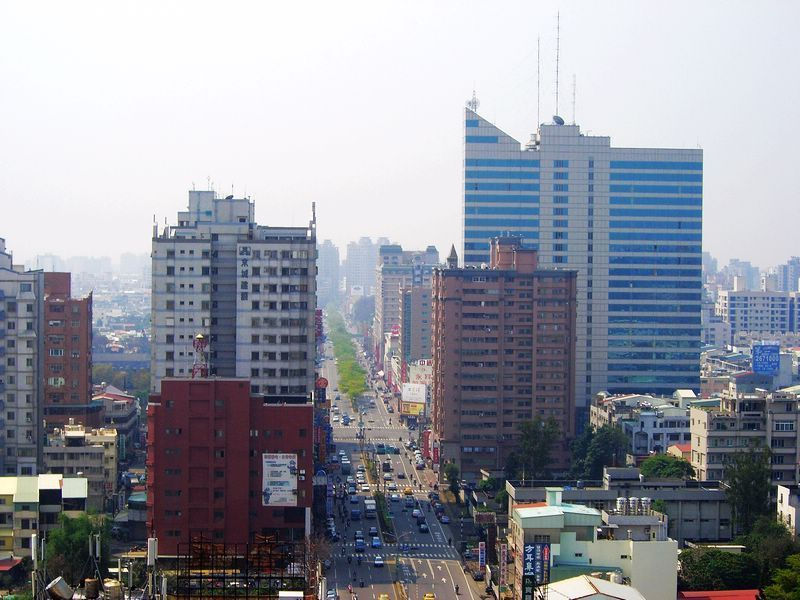
臺南市與永康市區相連，人口合計超過一百萬。圖為市（遠處）縣（近）交界。

臺南市在1947年的人口為161,624人，到了1949年突破20萬人之大關。在人口逐年遞增下，1982年臺南市人口已超過60萬人。由1949年至1982年的33年間，人口成長將近三倍；至1990年，臺南市人口增為683,251人。臺南市的人口成長呈逐年遞增之趨勢。不過臺南市的年平均人口成長率反而呈現逐年遞減的狀態，從1946年到1986年期間，臺南市大約以每5年增加5至6萬人的持續成長，在這段期間，年平均成長率有明顯下降的趨勢。
臺南市的幼少年人口數在1984年以前逐年增加。1985年以後，其人口數變化沒有固定趨勢，但是其人口數佔總人口數的比例逐年下降。到了1990年，幼少年人口數佔總人口數28.00%。青壯年人口數有一值都是逐年增加，但其佔總人口數之比例從1984年後也是逐年遞減。到1990年，青壯年人口數佔總人口數之比例為36.98%。中年人口數有逐年增加的趨勢，其佔總人口數的比例亦有逐年增加趨勢，到1990年，壯年人口數佔總人口數之比例為29.54%。老年人口數與佔總人口數的比例皆逐年增加，足見臺南市人口結構有逐漸老化趨勢，1990年的老年人口數佔總人口數之比例為5.48%。
臺南市從1981年到1990年底，男性人口始終多於女性人口，但由於社會重男輕女的觀念逐漸淡化，且女權主義的抬頭，男性人口與女性人口之比例已逐年降低，全市性別比例為98.01。又由各分區的性比例資料顯示，市中心區性比例較低（男/女比例），例如安平區為92.20，東區為93.91，中西區為96.73，北區為97.72；而開發較晚的南區及安南區之比例較高，各為100.81與103.66。
臺南市2010年5月份人口統計為77.19萬人。

### 依原存在區域的人口明細
- 資料時間2019年12月

| 區名     | 面積 （km²） | 下轄 里數 | 下轄 鄰數 | 人口數  | 人口 消長 | 人口密度 （人/km²） | 郵遞區號 |
| -------- | ------------ | --------- | --------- | ------- | --------- | ------------------- | -------- |
| 東區     | 13.4156      | 45        | 875       | 186,009 | +49       | 13,865              | 701      |
| 南區     | 27.2681      | 37        | 624       | 124,696 | -98       | 4,573               | 702      |
| 北區     | 10.4340      | 33        | 557       | 131,480 | -38       | 12,601              | 704      |
| 安南區   | 107.2016     | 51        | 856       | 194,228 | +94       | 1,812               | 709      |
| 安平區   | 11.0663      | 13        | 296       | 67,119  | -10       | 6,065               | 708      |
| 中西區   | 6.2600       | 20        | 392       | 78,493  | +9        | 12,539              | 700      |
| 原臺南市 | 175.6456     | 199       | 3,600     | 782,025 | +6        | 4,452               | 700~709  |

## 產業經濟
- 漁業：臺南市郊區的土壤多屬鹹性沖積土，主要分佈在安南區與南區，由於土壤鹽份含量甚高，不適農作，遂墾拓魚塭從事養殖業。其中虱目魚最為有名，為全島主要產地。亦出現大量以虱目為食材的小吃，成為重要觀光資源。另外近海牡蠣（俗稱蚵仔）養殖盛行，也是臺南小吃的重要材料。

農業：農業耕地面績3899.47公頃，藉嘉南大圳灌溉洗滌鹽分，以改良土質與改進栽培技術，仍可種植水稻、廿蔗、蔬菜與雜糧，以促進土地之生產力有效利用，達地盡其利之目的。近因加強核心農民培育訓練，利用新知能新科技，首創採用隊道型塑膠棚栽培洋香瓜，加速農業升級發展精緻農業，其品質聞名全台，亦為農村主要經濟來源。

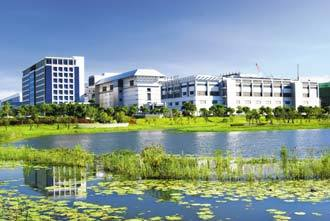
臺南科技工業區的生態池

- 工業：早期臺南市缺乏重要工業，而以紡織、成衣、精密機械等民生工業或輕工業為主，成衣與紡織多為家庭代工模式，而精密機械則集中於安平工業區。半世紀以來臺南市人口不敵鄰近之高雄市，成長趨緩、影響力滑落即於此有關。而在近年設立如臺南科技工業區等新興工業區，以及位於臺南縣高雄縣近郊之南部科學工業園區等，經濟及人口吸引皆有顯著改善，為臺灣少數人口仍在正成長的都市之一。

- 服務業：為臺南市經濟結構之主力，以金融業、批發與零售業居多，尤其以金融業為盛。服務業的空間區位相對集中於中西區及東區，其次是南區與北區。

- 觀光業：主要位於八大文化園區以及安平歷史國家風景區。2009年成立的台江國家公園以濕地生態保育為主，目前園內基礎建設分年進行中。

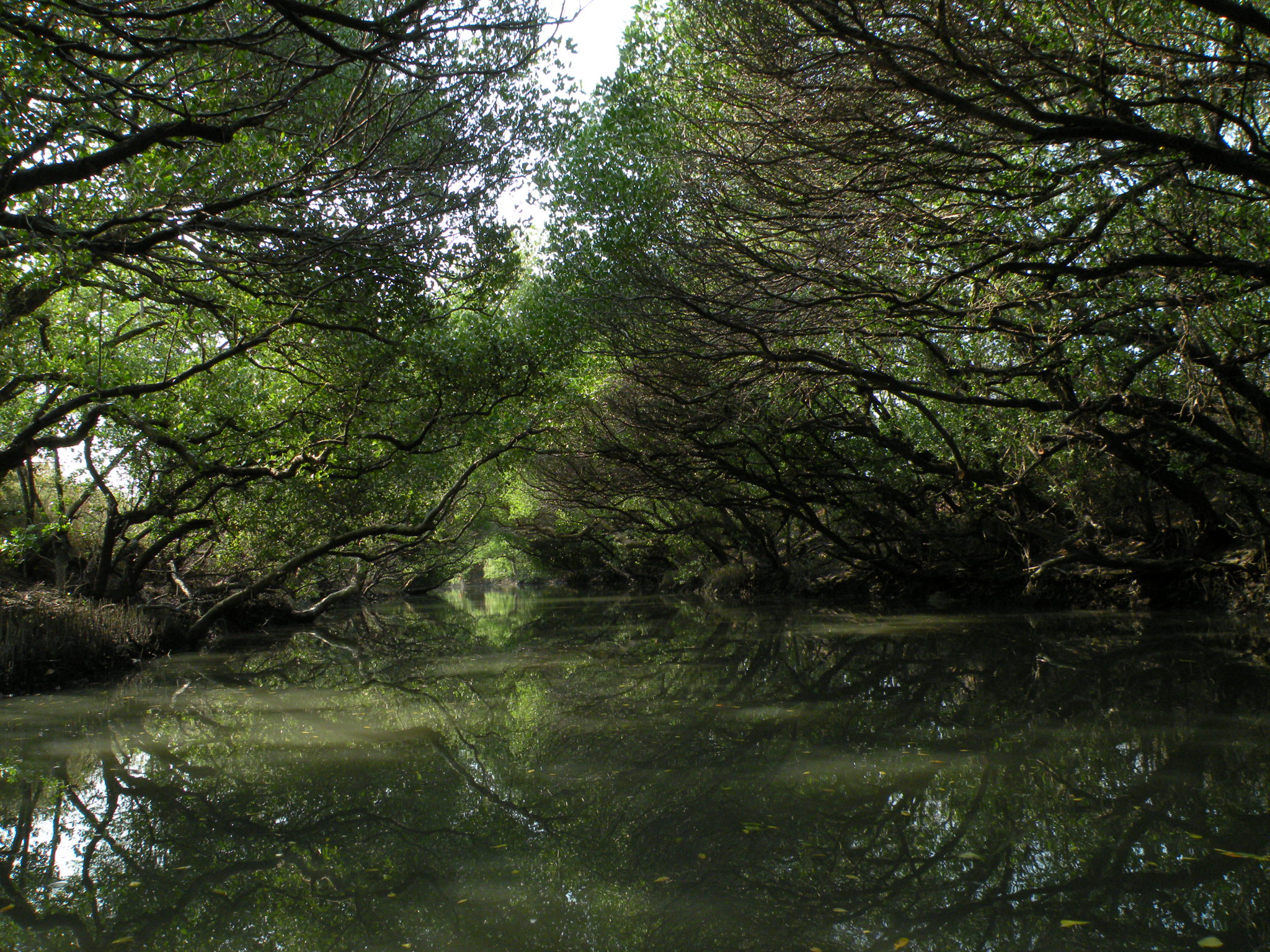
台江國家公園紅樹林

- 傳播業：臺南市如同其他臺灣都市，缺乏集中於臺北市的媒體、廣告、資訊等。媒體僅一家地方報性質的中華日報。出版社則以中學教科書市場市占率的大型書商南一書局及翰林出版為代表，南一書局另有子公司長鴻出版社，以漫畫代理為主。

## 教育

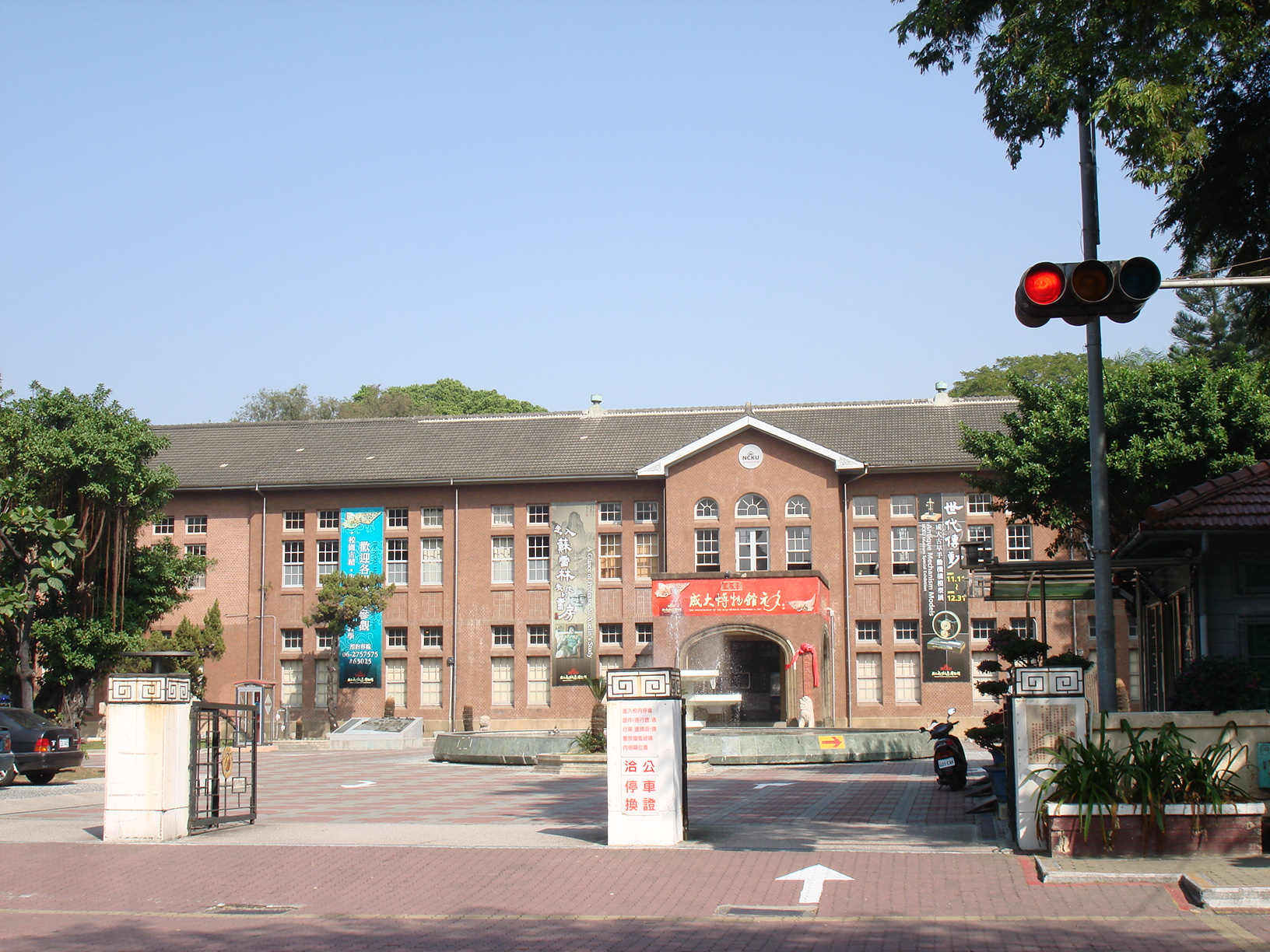
國立成功大學成功校區

臺南市為臺灣南部教育之中心，位於市中心的國立成功大學為臺灣重點大學之一，另尚有大專院校5所；高級中學及職業學校21所，國民中學27所（含7所高中附設之國中部）、小學49所。其中公立高中如臺南一中、臺南女中往往吸引鄰近臺南以外縣市學生跨區報考，早期甚至出現外縣市學生多於本地生的現象。唯近年各地普設高中後，已降至5%。
臺南市亦為臺灣教育的發源地。荷治時期1636年起，傳教士即建立學校、教導原住民教讀與寫新港語，後期亦引入荷語教育。臺灣首座孔廟、首所中學及首座幼稚園皆設於臺南。前者為陳永華於1665年（明鄭時期）興建，有全臺首學之譽。後者為設於1885年（清領時期）的長榮中學及1897年（日治時期）關帝廟幼稚園。

## 都市結構

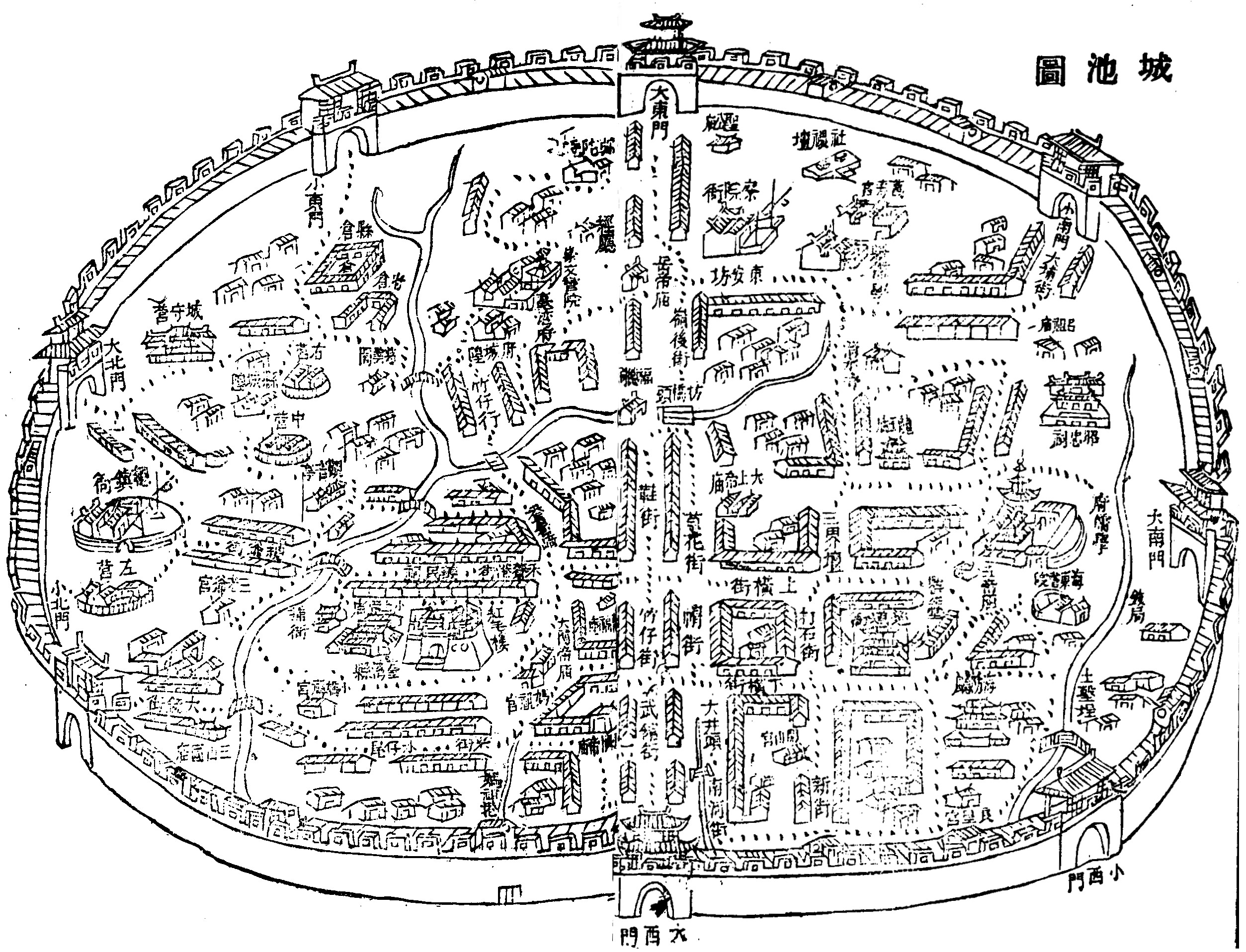
19世紀的臺南仍為傳統中式城池

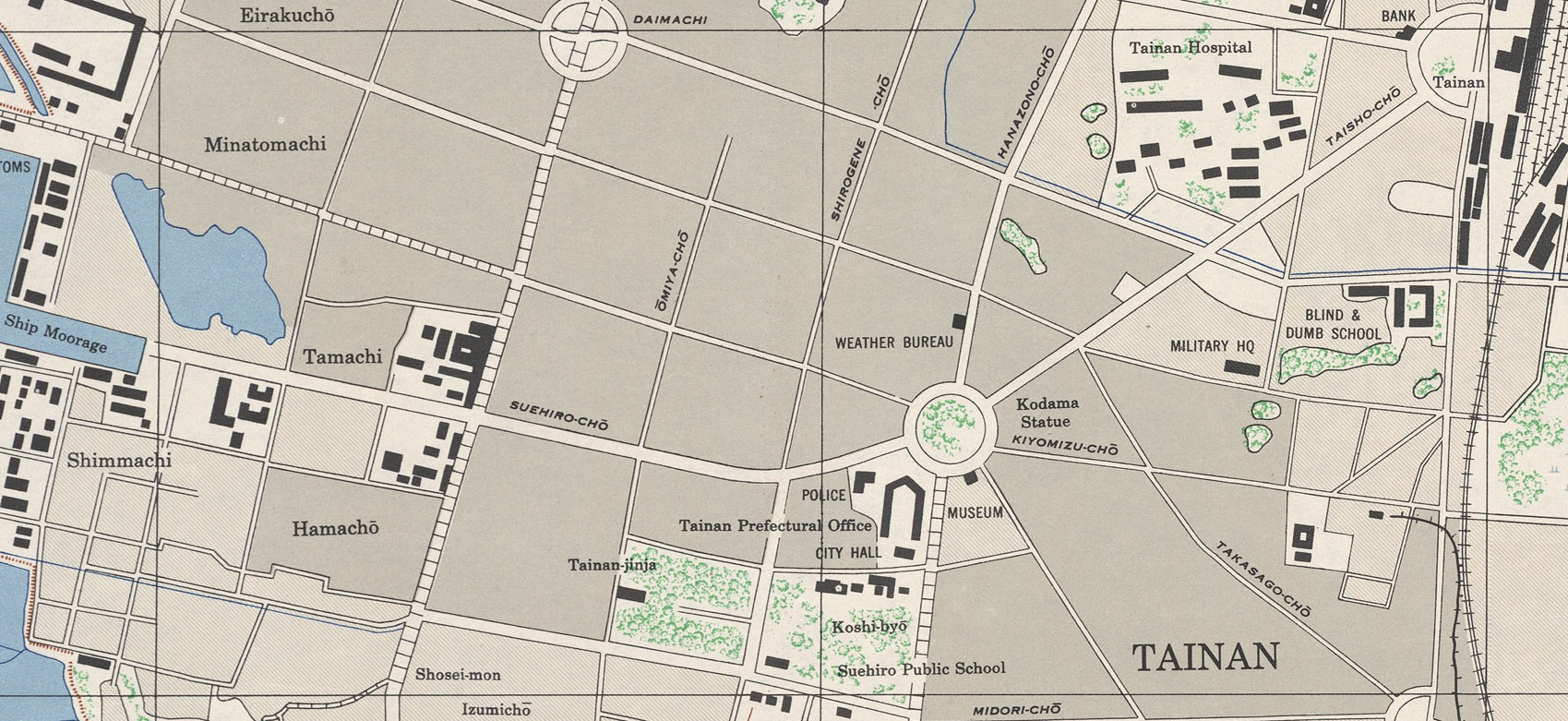
二戰時的臺南市中心地圖。可見中軸線連結臺南驛及船溜，以及七路交匯的大正公園

臺南市的發展在清代前多半集中在中區、西區，以及安平等地，其他地方多仍是良田畝畝的農業社會，城內雖繁榮但衛生條件極差。且臺南城與安平中間尚隔有海濱，市區並不互連，彼此亦為貿易競爭對手之關係。
明永曆十八年（1664年），鄭經改東都為東寧，並陞二縣為二州，設立所謂「十字街」(今民權路、忠義路)，以十字街所發展四坊已成形，分別為東安、西定、鎮北及寧南四坊。城內重要建築之佈置仍是以四坊為基礎，東安坊有社稷壇、縣儒學、崇文書院、府城隍及臺灣府署；寧南坊有府儒學、東海書院；鎮北坊有縣城隍、臺灣縣署、總鎮衙及城守營等軍事機關；西定坊較繁華，有不少民間的廟宇及商業街。
日治時期後，多次進行「市區改正」，建設下水道及開闢新道路。並由於車站設於東方，都市因而東區發展，逐漸擴大原有市區範圍。隨著近海陸化作用，臺南與安平間亦形成大片土地，市區逐漸相連。日治臺南最明顯的中軸線是臺南驛（今臺南車站）＝明治町（今中山路）＝臺南州廳（今國立臺灣文學館）＝末廣町（今中正路）＝臺南船溜，可說是臺南市的主幹，亦是商業精華區所在，同時亦取代清代最繁榮的民權路一帶。
戰後，中山高速公路掠過臺南市東側，在仁德鄉及永康市設有交流道。因交通之利，使得過去地處偏僻之東區及永康市快速增加大量人口，使東區及永康市分別成為臺南市及臺南縣人口最多的一區。戰後都市發展多延續日治時期即已擬定的都市計畫，例如40米公園道（今林森路、健康路、夏林路、東豐路）等。除公園道外，臺南尚有一處外環道係由永康市中華路、中華東路、西路、南路、北路所圍成的環狀區域，可算是臺南都會中心。在圈外的安南區、南區南部、老安平區則仍維持舊有之聚落型態。值得注意的是安平區分為新、舊兩區。新安平區為近代形成之海埔新生地，早期魚塭片片，但在1997年10月1日成為臺南市政府新址，人口及建設得以快速發展，是臺灣全島人口遷入率最高的幾區之一。但由於交通及商業地位仍遠不及舊城區，目前偏向住宅機能。以具全市發展指標性的中古屋房價觀之，根據統計，2004年每坪平均房價為新台幣6.5萬；2005年6.8萬；2006年6.5萬；2007年7.9萬；2008年7.5萬；至2009年7月成長為逾新台幣8萬。
臺南市目前基本上仍維持單核心發展之都市空間結構，核心區約略位於成功路、金華路、健康路、北門路所圍繞之區域。而在都市擴張的過程中，許多既有聚落被併入發展區，但其規模均未改變核心區獨大的情勢。目前都市發展政策有意改變此結構，朝多核心方向發展。例如，過去的二期重劃區，近年來也已有相當的發展。而政府的有關單位也已逐漸傾向把臺南市附近外圍之保護區做土地變更並允以開發使用，如變更有成，將有望使二期重劃區與臺南縣仁德鄉擁有如同永康地區的發展規模。如此可見，臺南市之都市發展除了以本來既有之都市規模來進行發展之外，臺南市與臺南縣的共同發展將會更加地熱絡。

## 交通

### 公路
- 市區道路

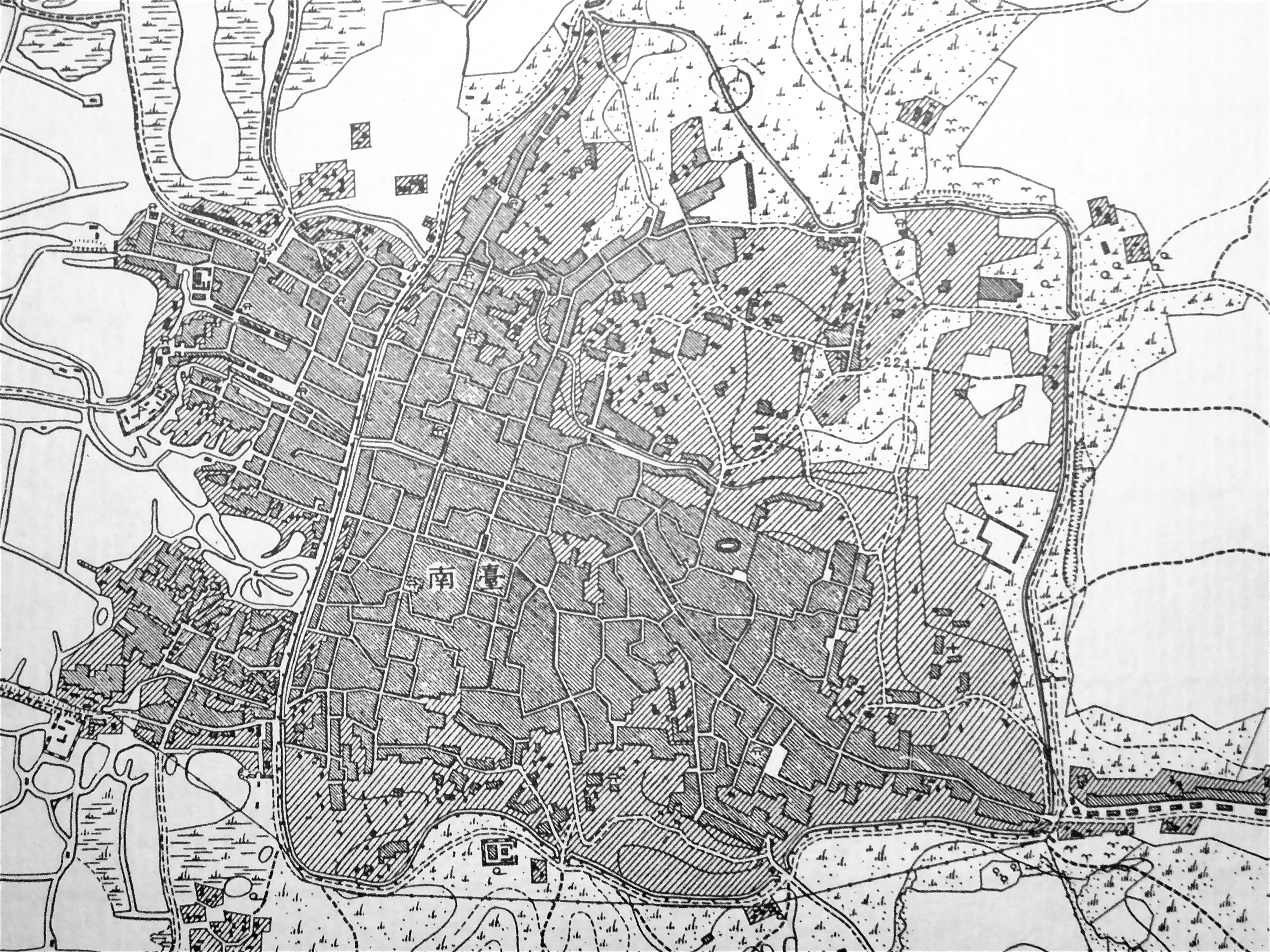
清代臺南城為傳統中式城池，包括城牆及自然發展而成的街道

近代臺南市道路於日治時期規畫。1911年公佈的「臺南市區都市改正計畫」之中，導入歐美之幾何型「街廓」概念，並拆除城壁闢建幹線道路、設圓環7處等。雖然都市改正試圖與清領時期之既成路網相壘，唯仍拆建許多既有房舍，全城的道路網出現大幅變動。另外由於清代原有道路仍存於街區之中，使得市區內小巷格外發達，並形成獨特的小巷文化。

### 聯外道路

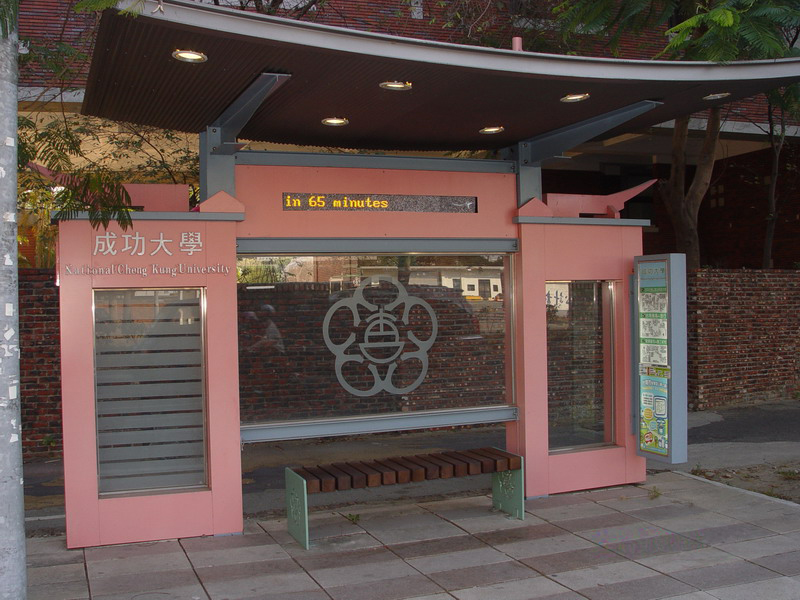
臺南市公車站牌，以全臺首學為設計主題

- 高速公路
  - 國道八號（0 台南端）
  - 國道一號（319 永康）
  - 國道一號（327 台南）
- 快速道路
  - 台86線（0 台南端）
  - 台86線（2 灣裡）
  - 台86線（5 台南）
  - 台61線

- 省道
  - 台1線
  - 台17線
    - 台17甲線
    - 台17乙線

  - 台19線
  - 台20線：新化
- 縣道
  - 縣道178號：安定、山上
  - 縣道180號：新化
  - 縣道182號：關廟、歸仁

### 公車
主要可分為三類：大台南公車、公路客運及國道客運：
- 市公車：由高雄客運代為經營大台南公車，目前計13線
- 公路客運：由興南客運及高雄客運經營，行駛平面道路往來鄰近縣市（臺南縣及高雄縣為主）各鄉鎮
- 國道客運：計有國光客運、和欣客運、統聯客運、興南客運、濱海客運、中南客運、全航客運，行駛高速公路往來臺灣其他縣市

### 軌道
- 臺灣鐵路管理局縱貫線：臺南車站

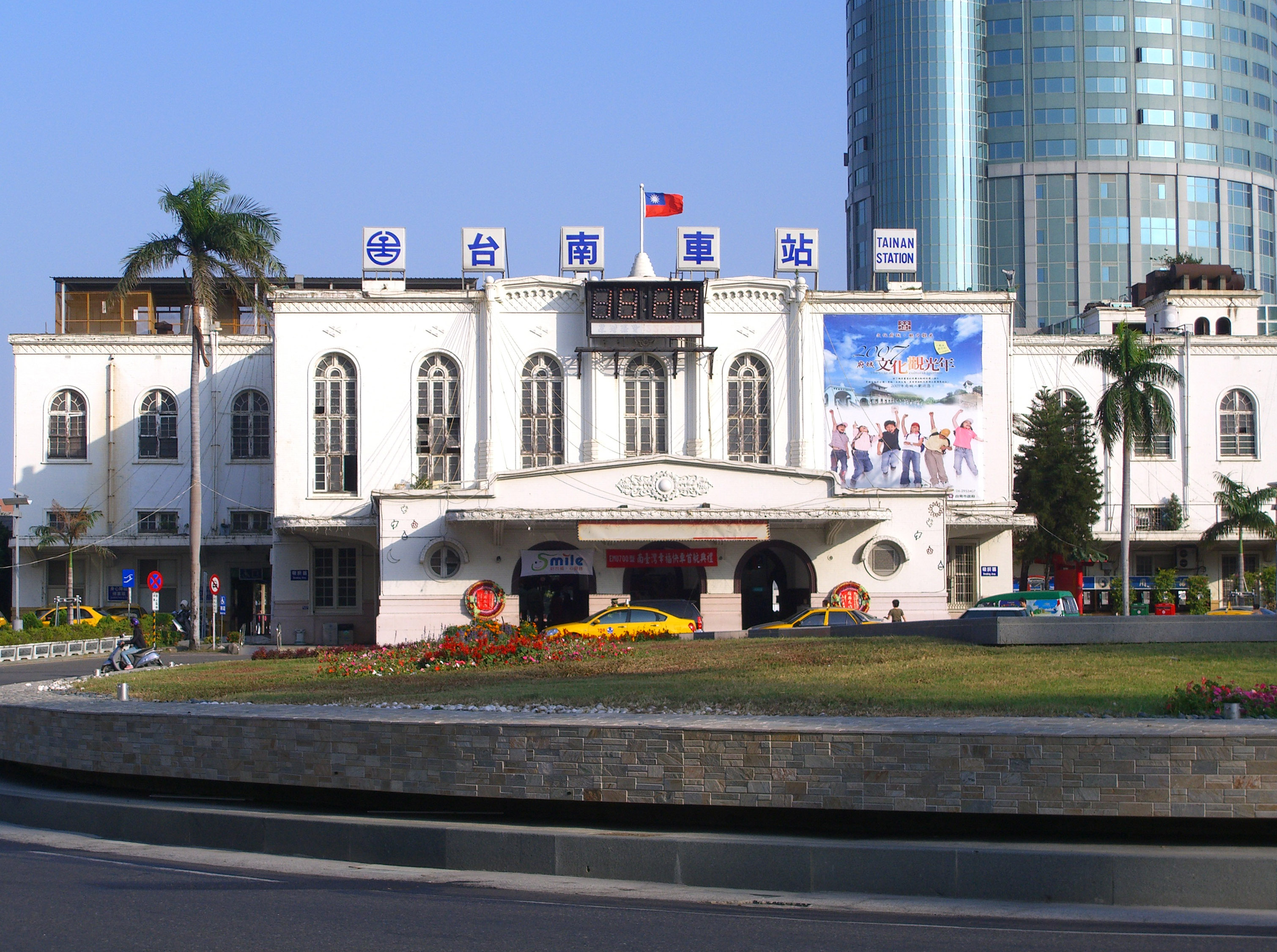
臺南車站為臺南市唯一的鐵路車站，亦為都市門戶象徵之一

臺鐵縱貫線於臺南市境內有7公里餘路線，現時唯一營運中的車站為臺南車站、亦為全市之中心與臺灣主要交通輻輳。昔時尚有東門車站及南臺南貨運站，今皆停用。有關政府部門正在規畫2017年時將鐵路改為地下化，並增設若干通勤站，詳見臺南市區鐵路地下化計畫。另外，臺灣糖業昔日曾行駛關廟線（1948年~1972年）客運路線。
臺南曾於1990年代規畫三條捷運路線，其中紅線因能聯絡高鐵台南車站而列為優先路線。唯經費因素，先行以新建台鐵支線替代，詳見沙崙線。另外，市府亦提出若干輕軌及單軌列車計畫。詳見台南捷運。

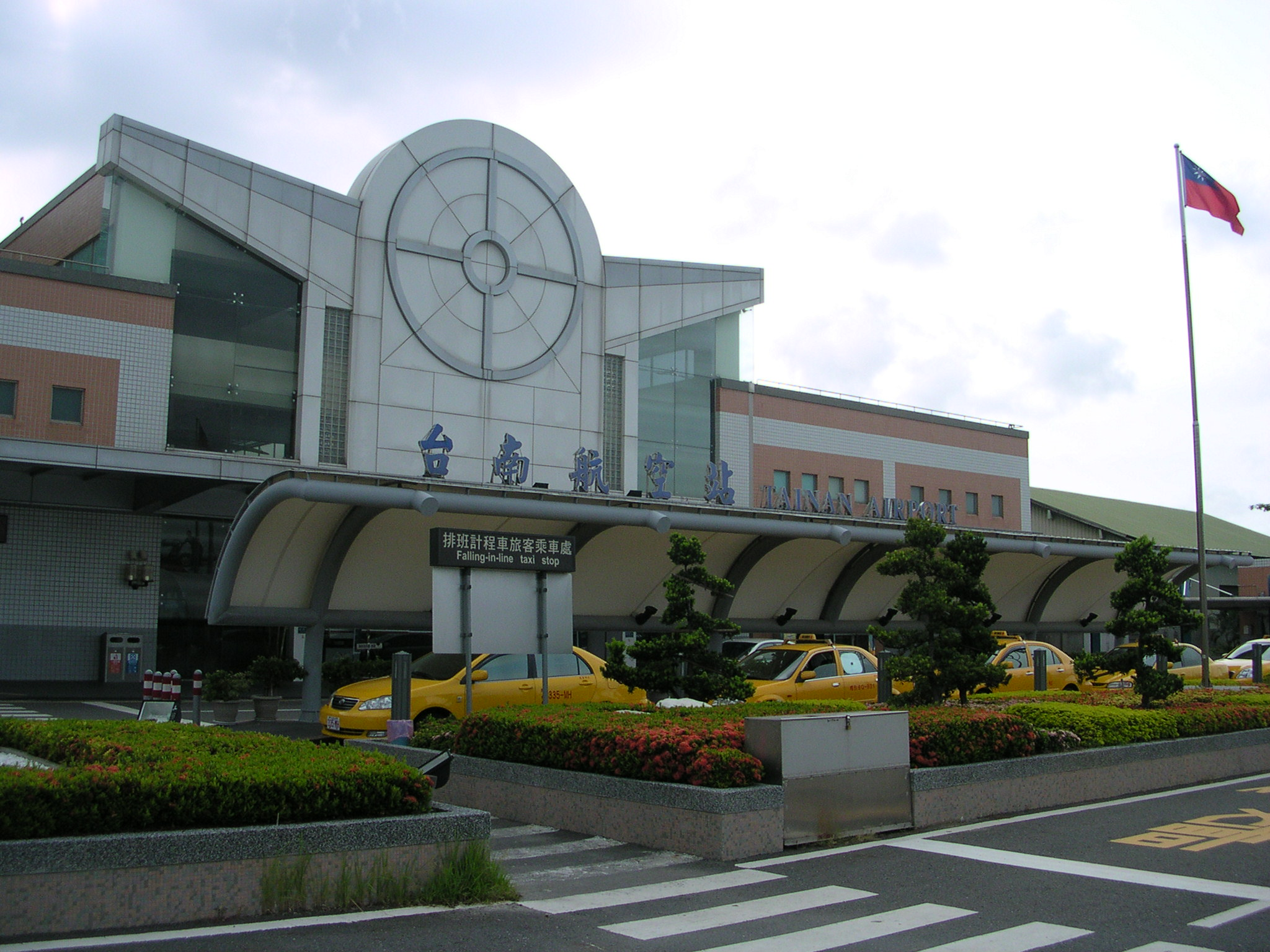
位於臺南市南區之臺南航空站

### 航空
於南區設有軍民共用臺南機場。定期國內旅客運航線至澎湖馬公、金門。

### 船舶
以安平港為主要據點，闢有澎湖之不定期客運線。
昔日臺南運河亦有汽船往來安平及市區，在公路發達後已停駛，但有觀光復駛之議；另外在四草觀光竹筏運行。

## 旅遊
臺南市的旅遊大致可分為以下：古蹟景點、自然景點、特色景點、百貨及購物、節慶、公共文化設施。

### 古蹟景點
臺南市素有「文化古都」的美稱，包括一級古蹟7處，二級古蹟7處，三級古蹟36處，數量之多，為全國之冠。這些祖先遺蹟，充滿傳統韻味，瀰漫文化氣息，極富歷史意義與考古價值，是本市最珍貴之文化資產，目前市政府規劃的八個文化園區中有七個是以古蹟為主題，是到臺南不可不遊的景點。
而臺南市將市內所有景點作整合，並規劃八處旅遊景點區，分別為：赤崁文化園區、孔廟文化園區、五條港文化園區、民生綠園文化園區、鎮北坊文化園區、東安坊文化園區、安平港國家歷史景區及台江生態文化園區．而市長許添財還打算另規劃鯤喜灣文化園區。
在遊覽古蹟的同時則不能忘記臺南小吃。臺南小吃中外馳名，或許是因為歷史緣故，其小吃飲食文化獨樹一幟，與眾不同。說到小吃就想到臺南，臺南小吃種類繁多，美味可口，是來臺南者不可不嚐的好滋味，也是遠赴他鄉的遊子夢縈的家鄉特產。目前兩大小吃集中地為安平古堡及赤崁文化園區，其他小吃則散佈於舊城區各地。著名的小吃像「周氏蝦捲」、「陳氏蚵捲」等數十種。

### 自然景點

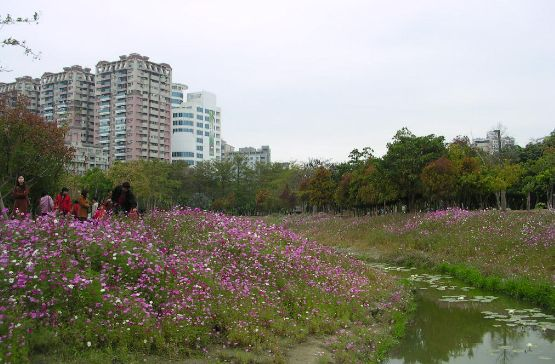
東區巴克禮紀念公園

有日治時期是全臺唯一熱帶實驗林的臺南公園、榮獲不動產界奧斯卡獎之稱的全球卓越建設獎（FIABCI Prix d'Excellence Awards）的巴克禮紀念公園；內政部評選的「國際級濕地」之一，擁有豐富河口生態資源的四草濕地紅樹林保護區；還有砂岸地形的黃金海岸都是值得一遊處。

### 公共文化設施
有大型博物館如國立臺灣文學館、國立臺灣歷史博物館，及一些特色博物館如：成大博物館、氣象博物館、運河博物館等。臺南市無大型展館或美術館，但眾多的中小型文化藝術活動、美術展覽存在於商業空間、小型畫廊。

### 大型百貨及市集
有位於西門路一段佔地廣闊的新光三越臺南新天地，新光三越臺南中山店自1996年開幕以來和FOCUS時尚流行館互相拉抬，迅速帶動臺南站前商圈共享共榮。除此之外，走年輕流行路線的遠東百貨成功店、公園店（設有威秀影城），以及在2009年11月開幕的德安百貨台南店。此外臺南的夜市亦頗富盛名，戰後以民族路夜市最具盛名，惟後因民族路拓寬，攤商紛紛遷移至小北商場以及中正商圈一帶等地，但如今已沒落。目前大型流動型夜市如花園夜市、大東夜市、武聖夜市等最為熱門。

### 藝文活動與節慶
- 府城迎春（每年新年由臺南市政府舉辦活動，迎合臺灣大年初二回娘家的習俗）
- 臺灣燈會（2005年、2006年舉辦地）
- 鹿耳門聖母廟國際煙火節[24]
- 夜間龍舟賽（全臺唯一夜間舉行夜間龍舟賽）
- 做十六歲（源於泉州，但有別於原鄉的成年禮）
- 鄭成功文化節
- 府城七夕藝術節
- 祭孔大會（盛大傳統祭孔儀式）
- 南方影展（主要以高雄及臺南為主）
- 臺南人劇團（臺南在地劇團）

## 文化
具地方特性的民俗文化本身即反映著一個地域的歷史淵源與時代精神，居民久遠生活特質的演變以及人類進化的歷程。臺南市夙有文化古都之稱，擁有多項地方特有的民俗傳統技藝及文化活動，由於社會的轉型，生活型態的變遷加上市府未能積極參與或輔導，使府城的民俗文化有日漸沒落及消失的趨勢。而臺南市廟宇慶典活動舉辦的季節多集中於春、秋兩季。但分析目前臺南市的觀光發展型態，觀光與民俗及廟宇活動未能有效結合。

### 廟宇

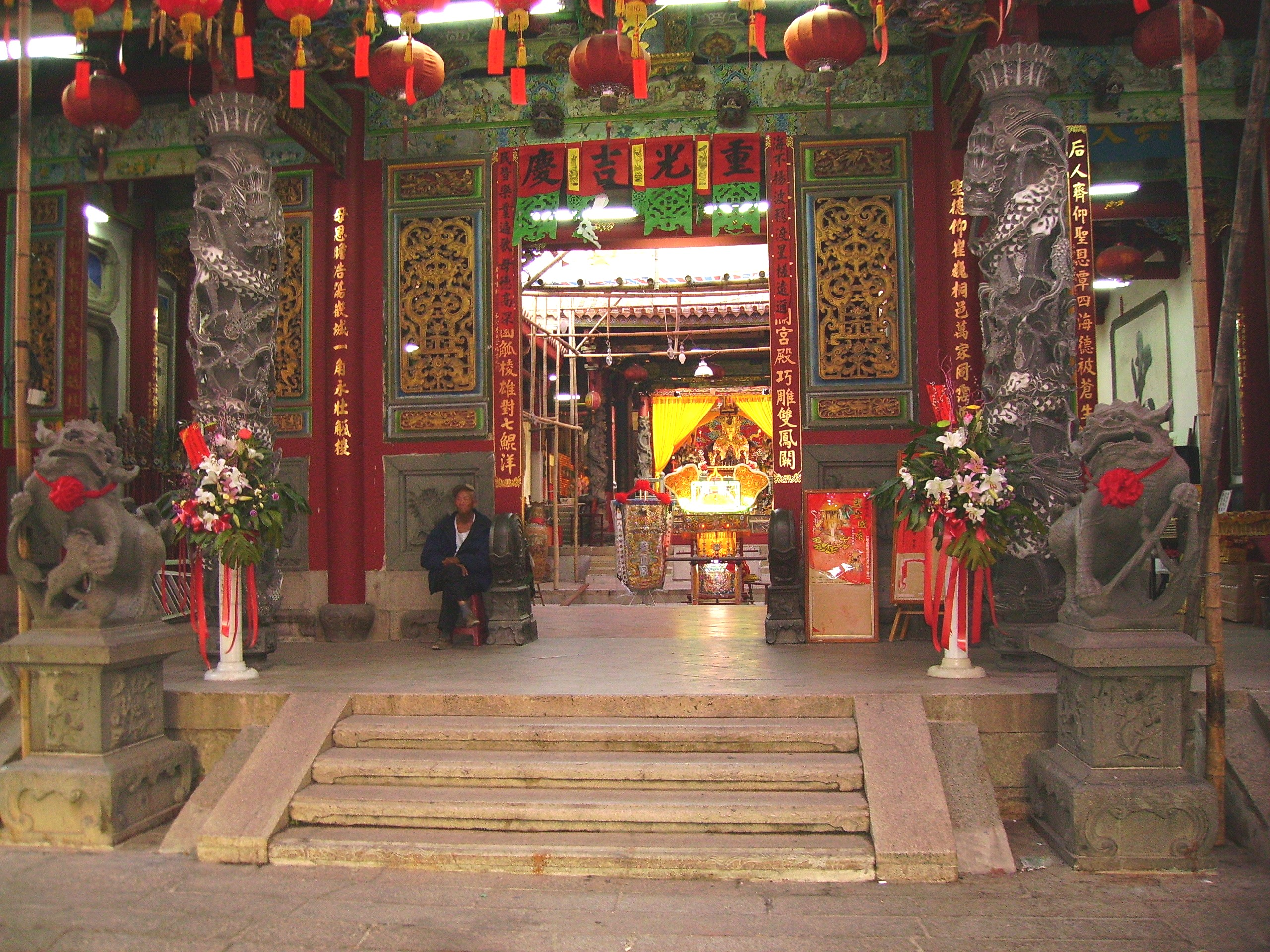
大天后宮

臺南為歐亞大陸最早移民來臺定居的地區，昔日歐亞大陸來臺定居的人民，多由中國福建隨帶香火前來供奉。最初是在家中奉祀，嗣俟人口逐漸增加，即搭建簡單茅屋共同供奉，由茅屋而建成小廟，再由小廟而擴建為大廟。所以臺南廟宇均具區域性，即某廟係屬某幾條街或某境信徒所共同奉祀。寺廟不僅是大部分市民信仰中心，也是民眾日常聚會的場所，古老的寺廟尚具有歷史意義，舉凡民間藝術之菁華，諸如建築、雕刻、陶瓷、書畫等，盡薈萃於斯，可以說是宗教、歷史及藝術的寶庫。
臺南市的祠廟包括了早期由朝廷出資興建的官廟，文人雅士多喜流連的寺庵及民眾建立的境廟。官廟中保存原狀最好者為孔子廟，其歷代修建碑記為全省之最，現經政府修繕完整。而寺庵中，最具代表性者有開元寺和法華寺，其佔地廣闊且庭園佈置雅緻，其中尤以法華寺最為出色。境廟因有群眾基礎，一般經濟狀況良好，然其一有損毀民眾即捐款翻修，以致愈修愈華麗，而漸失原有古樸風味，境廟中保持最好者為大天后宮，祀典武廟及妙壽宮，其中大天后宮與祀典武廟，規模廣大，空間型態甚佳。
廟宇早期也為排難解紛之處所，遇境內居民有糾紛時，請求簽首及老大調解，這種調解的集會名為「落宮」，是一種社會制裁。早年臺南市上帝廳境內尚有若干小廟境，遇調解案當事人涉及兩廟境或事情重大者，尚須請上帝廟十八境總簽首蒞臨調解。目前鄉村居民發生糾紛，仍有請廟中老大代為排解者，但已沒有昔年「落宮」的權威。

### 四大匾
臺南府城有四大名匾，分別為：臺灣首廟天壇的「一」、臺灣府城隍廟的「爾來了」、竹溪寺的「了然世界」、祀典武廟的「大丈夫」。同具有宗教教化深意，言簡意賅的特色，且書法造詣皆有可觀之處，多為醒目警世之意，號稱臺南府城四大名匾。如「一」寓有人千算不如天一算之意；「爾來了」表示人在世間為善作惡終究得到此地報到，充分展現城隍廟主司人間善惡賞罰的特質；「了然世界」指洞悉萬物、大徹大悟的佛學喻意；「大丈夫」，字體渾厚、恢弘大氣，精確的表現出關公的人格特質。

### 詩社
在臺南所創詩社，不僅限於臺南市人，即外省人所創兩社，即明代之「海外幾社」明永曆十五年，設於東都（即今臺南），因隋鄭成功入臺之江蘇徐孚遠中丞等六人，創設海外幾社，稱海外幾社六子。又光緒十五年廣西灌陽翰林唐景崧為臺澎道，與其他顯宦名人數十名設亭吟會於臺南道署。詩社中有稱為詩會、鐘樓、鐘亭、詩學研究會，結居皆屬詩社。其中桐成吟社，其設立時，正值中日戰爭，時局靡寧，舉凡南市所南社、桐侶、西山、春鶯諸社，處於支離滅裂當中，各社治為一爐，稱為桐城吟會。

### 安平民俗
安平區，三百餘年來，歷經荷蘭、明鄭時期、滿清，及日治各時期，滄桑屢經，變革相乘，可是安平的舊街道市仔街，依然保持著若干清代古老房屋的建築，許多古時居民的習俗，在安平仍沿襲著，較臺南市猶為守舊。比方在臺南市區內已找不到的擋煞用的「刀劍屏」，安平到處可見，這是住家在庭院對著門口處，立一木屏風，上畫獅頭（口含劍）、八卦，屏風上插有木製刀劍戟五支至七支，它與「石敢當」一樣，是作為擋煞用的。

### 文學作品
以臺南市為背景之作品：
- 《第一次的親密接觸》，（蔡智恆）
- 《赤崁記》，（西川滿）
- 《將台南種佇詩裡》，（方耀乾）
- 《紅鞋子》，（葉石濤）
- 《安平之春》，（林韋助）

### 民族音樂
臺南市有「以成書院」（祭孔十三音）、「振聲社」（南管）、「南聲社」（南管）等歷史悠久的傳統音樂團體，其中振聲社是臺南歷史最悠久之南管館閣。
民間自發性組織的民族音樂團體有：設在臺南孔廟裡的以成書院，負責每年祭孔典禮的音樂演奏；南聲社曾在法國出版唱片，現仍在國內外活動。另有以演唱為主的民間業餘京劇團體「六和平劇研究社」（祀典武廟內）、「凱聲國劇社」（國立臺南生活美學館內）。
2000年8月1日成立的台南市立民族管絃樂團是臺南市第1個公營民族音樂團體，直屬臺南市政府文化局，團長由臺南市市長兼任，從2003年起，樂團編制擴大為20人。

## 出身名人
限於篇幅，請參閱臺南市名人列表

## 政治情勢
臺南市政治情勢為泛綠、泛藍勢均力敵，六席立法委員往例藍綠各半。實施地方自治後，前12屆臺南市市長悉為中國國民黨籍（部份無黨籍者稍後亦加入國民黨），但自張燦鍙後，綠方較受市民青睞，共三屆（13~15，因改制為直轄市，故第15屆為末任）市長為民主進步黨籍。
- 2001年臺南市長選舉得票率：
  - 許添財 43.23%  37.40% 陳榮盛

（紅色部分：林易煌=1.86%、張燦鍙=2.9%、蘇南成=14.36%、陳源奇=0.25%）
- 2004年總統大選得票率：
  - 陳　呂 57.77%  42.23% 連　宋
- 2004年立法委員選舉得票率：
  - 應選6席，泛藍與泛綠各半

| 號次 | 黨籍 | 姓名     | 得票數 | 結果 |
| ---- | ---- | -------- | ------ | ---- |
| 1    | 國民 | 王昱婷   | 49,261 |      |
| 2    | 民進 | 王幸男   | 33,833 |      |
| 3    | 台聯 | 錢林慧君 | 32,966 | -    |
| 4    | -    | 曾文宏   | 192    | -    |
| 5    | 親民 | 高思博   | 44,004 |      |
| 6    | -    | 梁聰榮   | 471    | -    |

| 號次 | 黨籍 | 姓名   | 得票數 | 結果 |
| ---- | ---- | ------ | ------ | ---- |
| 7    | 國民 | 林南生 | 36,930 |      |
| 8    | 民進 | 唐碧娥 | 51,422 |      |
| 9    | 無盟 | 施治明 | 14,093 | -    |
| 10   | -    | 蘇南成 | 7,249  | -    |
| 11   | 民進 | 賴清德 | 45,997 |      |
| 12   | -    | 林聯輝 | 477    | -    |

- 2005年台南市長選舉得票率：
  - 許添財 45.65%  41.40% 陳榮盛

（紅色部分：錢林慧君=12.95%）